# Merche Mallol Gil
Merche Mallol Gil, née le 15 septembre 1972, est une femme politique espagnole membre du Parti populaire.

## Biographie

### Vie privée
Elle est mariée et mère d'une fille et deux fils.

### Carrière politique
Elle est maire de L'Alcora de 2011 à 2015.
Le 20 décembre 2015, elle est élue sénatrice pour Castellón au Sénat et réélue en 2016.